# 泽兰林素
泽兰林素（也称为异泽兰黄素、5,7-二羟基-6,3',4'-三甲氧基黄酮，5,7-Dihydroxy-3',4',6-trimethoxyflavone）是一种6-羟基木犀草素衍生的O-甲基化黄酮，分子式C18H16O7，发现于蒿属植物Artemisia asiatica中。